# Marko Mušič

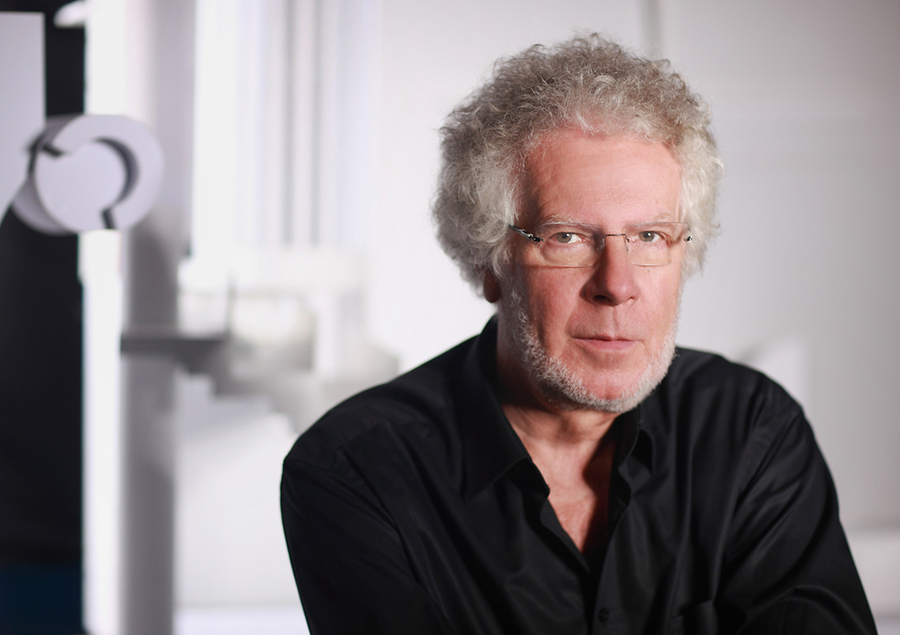
Marko Mušič (2010)

Marko Mušič (* 30. Januar 1941 in Ljubljana, Königreich Jugoslawien) ist ein jugoslawisch-slowenischer Architekt. Er gehörte zu den wichtigsten Architekten Jugoslawiens.

## Leben
Mušič absolvierte 1966 die Fakultät für Architektur und Bauingenieurwesen Ljubljana als Schüler von Edvard Ravnikar. Er studierte anschließend in Dänemark bei Ejnar Dyggve und in den Vereinigten Staaten bei Louis I. Kahn.
Von 2008 bis 2013 war er Vizepräsident der Slowenischen Akademie der Wissenschaften und Künste und von Februar bis Mai 2014 ihr Präsident.
Mušič lebt und arbeitet in Ljubljana.

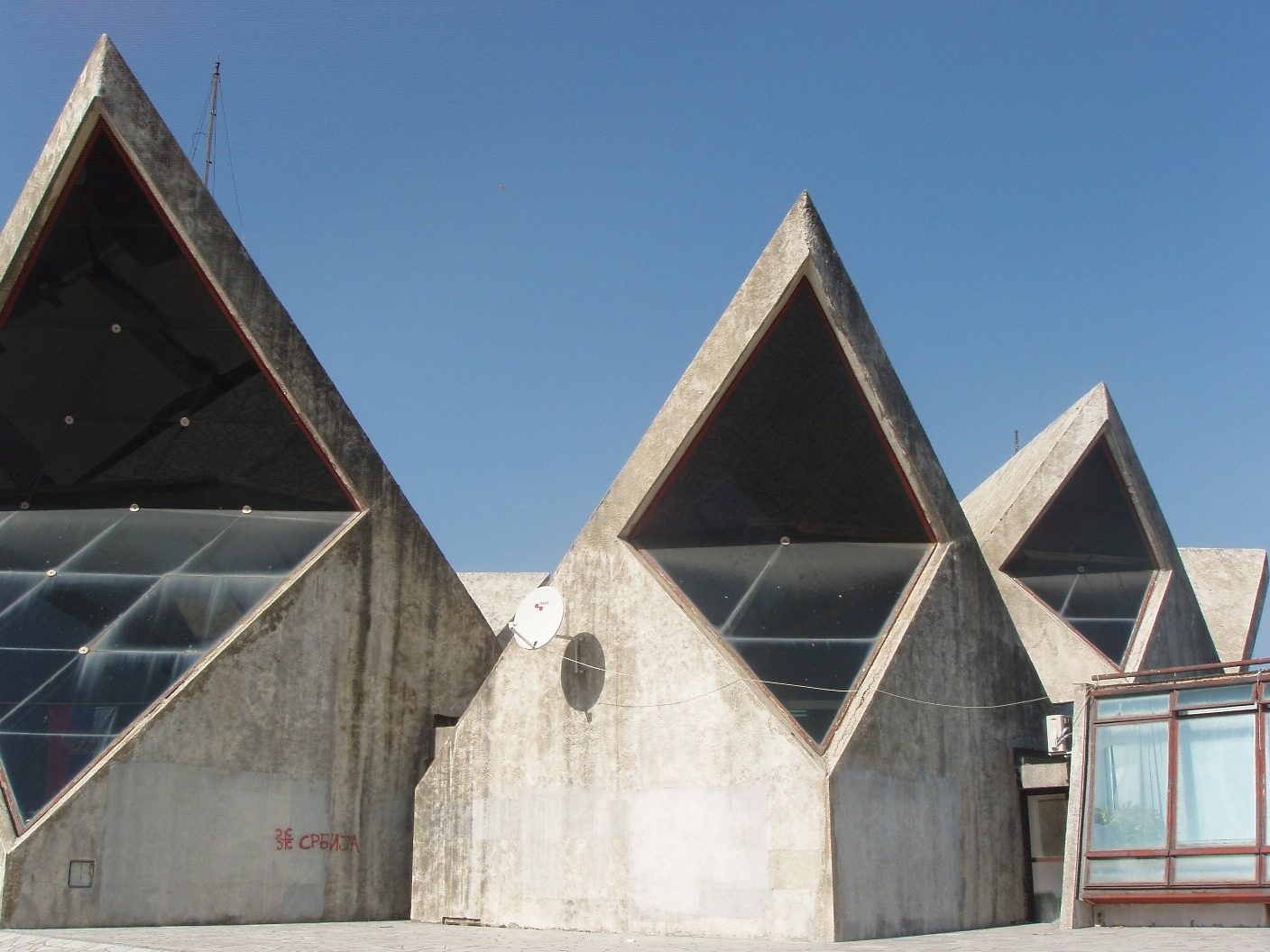
Stadthalle von Kolašin (2009)

## Werke (Auswahl)
- Hauptgebäude der Sankt-Cyril-und-Methodius-Universität Skopje (1970–74)
- Stadthalle von Kolašin (1971–75)
- Haus der Revolutionäre, Nikšić (ab 1978, Arbeiten 1989 eingestellt)
- Renovierung des Ljubljana Hauptbahnhof (1980)
- Kirche von Dravlje, Ljubljana (1980–85)
- Kirche Johannes der Täufer, Podmilačje (2003–10)